# ایوان دیموف (وزنه‌بردار)
ایوان دیموف (انگلیسی: Ivan Dimov؛ زادهٔ ۴ دسامبر ۲۰۰۲)  وزنه‌بردار اهل بلغارستان است که در مسابقات کشوری و بین‌المللی در مجموع برندهٔ ۱ مدال نقره، ۱ مدال برنز شده‌است.
| سال  | رقابت                                   | ورزشگاه          | وزن | یک‌ضرب | یک‌ضرب | دوضرب | دوضرب | مجموع | مجموع |
| سال  | رقابت                                   | ورزشگاه          | وزن | (ک‌گ)  | رتبه  | (ک‌گ)  | رتبه  | (ک‌گ)  | رتبه  |
| ---- | --------------------------------------- | ---------------- | --- | ----- | ----- | ----- | ----- | ----- | ----- |
| ۲۰۲۳ | مسابقات قهرمانی وزنه‌برداری اروپا (۲۰۲۳) | ایروان، ارمنستان | ک‌گ  |       | ام    |       |       |       | ام    |